# John Edwin Ashley Williams
John Edwin Ashley „Willy” Williams (ur. 6 maja 1919 w Wellington, zm. 28 lub 29 marca 1944) – australijski wojskowy, lotnik, as myśliwski okresu II wojny światowej, zestrzelony nad Afryką Północną i wzięty do niewoli niemieckiej. Uczestnik „wielkiej ucieczki” ze Stalagu Luft III, schwytany i zamordowany przez Gestapo.

## Życiorys
Urodził się w nowozelandzkim Wellington, gdzie jego dziadek był wziętym architektem. W czasie wielkiego kryzysu przeniósł się z rodziną (miał trzech braci) do Manly, przedmieścia Sydney. W latach 1932–1936 uczęszczał do Sydney Church of England (Shore) Grammar School, był także lokalnym mistrzem surfingu. Po ukończeniu szkoły rozpoczął studia medyczne w University of Sydney, porzucił je jednak w końcu 1937 roku i wyjechał do Wielkiej Brytanii, gdzie wstąpił do szkoły pilotażu RAF w Ayr.
W marcu 1938 roku został przyjęty do służby krótkoterminowej w RAF i skierowany na dalsze kursy doskonalenia pilotażu. We wrześniu 1940 roku został instruktorem w szkole lotniczej w Rodezji Południowej, a następnie pilotem testowym w Durbanie w Afryce Południowej. 11 kwietnia 1942 roku został skierowany do 112 dywizjonu RAF operującego nad Pustynią Zachodnią. W ciągu najbliższych miesięcy służył także w 94 i 260 dywizjonie. Latał na amerykańskich Kittyhawkach. W 260 dywizjonie zgłosił jedno zestrzelenie, włoskiego Fiata CR.42.
14 czerwca 1942 roku został przeniesiony do australijskiego 450 dywizjonu, znanego popularnie jako „Desert Harassers”, nie zmieniając jednak swojej przynależności do RAF. Objął funkcję dowódcy eskadry B. Swoje pierwsze zwycięstwo powietrzne w nowej jednostce, nad niemieckim Bf 109 uzyskał 18 czerwca 1942 roku. W krótkim czasie odniósł jeszcze trzy kolejne zwycięstwa, co przyniosło mu tytuł asa. Za swe osiągnięcia został odznaczony Distinguished Flying Cross. Przeważnie latał na Kittyhawku o kodowym oznaczeniu OK-M, z namalowanym na osłonie wlotu powietrza emblematem: postacią komiksowego bohatera, czarodzieja Mandrake'a, niosącego kulę armatnią.
28 października 1942 roku został awansowany tymczasowo do stopnia Squadron Leadera i mianowany dowódcą 450 dywizjonu, który w trakcie II bitwy pod El Alamein otrzymał nowe zadanie: atakowanie celów naziemnych na terytorium zajętym przez Niemców. 31 października, w trakcie ostrzeliwania konwoju ciężarówek w rejonie Buq Buq Williams przypadkowo przeciął linię strzału swojego bocznego, sierżanta M. C. Harrisona. Jego Kittyhawk został poważnie uszkodzony, co zmusiło go do awaryjnego lądowania na terenie wroga. 1 listopada został schwytany i odesłany do Stalag Luft III w pobliżu Żagania (niem. Sagan).

### Wielka ucieczka
W obozie zaangażował się w organizację wielkiej ucieczki. Nocą z 24 na 25 marca 1944 roku był 31 uciekinierem, który wyszedł z tunelu. Znajdował się w grupie przygotowanej do ucieczki pociągiem, posiadał niemiecką walutę i podrobione dokumenty zagranicznego robotnika przymusowego. Cała grupa zakupiła bilety na przystanku kolejowym Tschiebsdorf i wsiadła do pociągu jadącego w kierunku południowym. Wysiedli na stacji Boberröhrsdorf i tam się rozdzielili.
Williams uciekał dalej w towarzystwie Australijczyka Reginalda V. Kieratha (kolegi z 450 dywizjonu), Brytyjczyka Lesliego G. Bulla oraz Polaka Jerzego Mondscheina. Podążali pieszo w kierunku Harrachova. Schwytani w górach przez niemiecki patrol, zostali przewiezieni początkowo do więzienia w Reichenbergu, a 28 marca przetransportowani przez Gestapo do Brüxu i prawdopodobnie jeszcze tego samego lub rankiem następnego dnia zamordowani w nieznanym miejscu na podstawie tzw. Sagan-Befehl. 29 marca ich ciała zostały spopielone w miejscowym krematorium. Prochy Johna Williamsa zostały pochowane na poznańskim cmentarzu starogarnizonowym.
W 2012 roku, w pobliżu krematorium w Moście odsłonięto pomnik upamiętniający wszystkich czterech zamordowanych tam uciekinierów ze Stalagu Luft III.